# Черкинский, Самуил Наумович
Самуил Наумович Черкинский (1897 Российская империя — 1980 Москва СССР) — советский гигиенист, доктор медицинских наук (1939), профессор (1940), член-корреспондент АМН СССР (1945), заслуженный деятель науки РСФСР (1968).

## Биография
Родился в 1897 году. Окончил в 1922 году медицинский факультет МГУ а в 1933 году Московский государственный строительный университет. С 1922—1929 год работал уездным санитарным врачом. В 1930—1933 годы работал в Московском институте по изучению профессиональных болезней имени В. А. Обуха (ныне Институт гигиены труда и профессиональных заболеваний АМН СССР), с 1933—1956 год в Московском санитарном институте имени Ф. Ф. Эрисмана (ныне Московский НИИ гигиены имени Ф. Ф. Эрисмана МЗ РСФСР). С 1936 доцент, с 1938 заведующий кафедрой коммунальной гигиены в 1-м ММИ. Почётный член медицинских обществ Чехословакии, Болгарии, Венгрии и Германии. За монографию «Санитарные условия спуска сточных вод в водоемы» 1963 года удостоен премии им. Ф. Ф. Эрисмана АМН СССР. Член президиума Учёного медицинского совета МЗ СССР и МЗ РСФСР, правления Всесоюзного и Всероссийского общества гигиенистов. Умер в 1980 году в Москве.

## Научная деятельность
Автор свыше 260 научных работ а также ряда монографий. Его исследования посвящены вопросам санитарной охраны водоёмов, гигиены воды и водоснабжения. Один из основоположников гигиенического нормирования содержания химвеществ в водной среде. Принимал участие в составлении первых в стране документов по стандартизации качества питьевой воды и источников водоснабжения. В 1949 году предложил методическую схему которая и по сей день не потеряла ни теоретического ни теоретического значения санитарной охране водоёмов. По руководством профессора С. Н. Черкинского было сделано 27 докторских и 120 кандидатских диссертаций.

## Награды
- два ордена Трудового Красного Знамени,
- Заслуженный деятель науки РСФСР (1968),
- Премия имени Ф. Ф. Эрисмана АМН СССР (1963) — за монографию «Санитарные условия спуска сточных вод в водоёмы (1947)», опубликованную в 1947 году.